# Resolució 2370 del Consell de Seguretat de les Nacions Unides
La Resolució 2370 del Consell de Seguretat de les Nacions Unides, elaborada per Egipte, fou adoptada per unanimitat el 2 d'agost de 2017. El Consell va demanar als països que fessin més per evitar que els terroristes adquirisquen armes.
El director de l'Oficina de Nacions Unides contra la Droga i el Delicte va dir que els terroristes obtenien armes arreu del món a través de dipòsits d'armes mal administrats, febles controls fronterers i tràfic d'armes a través d'Internet.

## Opinions
El representant egipci considerava entregar les armes als terroristes un delicte igualment greu com el propi terrorisme. Segons aquesta resolució, tots els països havien d'evitar que els terroristes obtinguessin armes que i el Consell de Seguretat intervingués si no ho feien.
El representant britànic va dir que el terror implacable planteja un desafiament sense precedents a la comunitat internacional. A la ciutat iraquiana de Mosul es pot veure què passava quan les armes acabaven en mans equivocades. Estat Islàmic havia destruït la ciutat i l'havia deixat ple de trampes bomba. Demanava a tots els països que signessin el Tractat sobre el Comerç d'Armes. El seu col·lega suec va dir que li hagués agradat que la resolució demanés a tots els països que s'adherissin a aquest tractat.
El representant rus va dir que un atac terrorista com el de l'ambaixada de Rússia a Damasc el 2 d'agost de 2017 amb granades de morter, només era possible amb el suport directe d'un país. Alguns països estaven en contra de les limitacions financeres i els controls fronterers, i així no es veiés a quines mans anaven a parar les armes. Les entregues d'armes als terroristes en alguns casos eren organitzats pels serveis secrets de determinats països.
El representant estatunidenc va esmentar Iemen i Somàlia, on les armes seguien vessant malgrat els embargaments d'armes. També veia que l'Iran sortia com a país que recolzava els grups terroristes a Iraq i Síria, i Hesbol·là, recolzat pels iranians, es preparava per a la guerra al Líban.

## Contingut
El tràfic d'armes de foc lleugeres continuava costant moltes vides i inestabilitat al món. Van condemnar el subministrament d'armes, equipament militar, vehicles aeris no tripulats i parts per bombes improvisades a Estat Islàmic i Al Qaeda. En el context de la Resolució 1373, segons la qual els països havien d'assegurar-se no donar suport als terroristes, es va instar als països a que desmantellessin aquestes xarxes.
Cada vegada s'utilitzaven més bombes improvisades en atacs terroristes. Per tant, era important que els grups terroristes no poguessin obtenir detonants, fusibles i substàncies químiques per fabricar bombes.
Els països havien d'assegurar-se que tenien control sobre la producció i el comerç d'armes de foc lleugeres. Els ciutadans que subministraven armes als terroristes havien de ser perseguits. També havien de treballar junts per evitar que els terroristes adquirisquen armes.